# Юстинівська сільська рада
Юсти́нівська сільська́ ра́да — адміністративно-територіальна одиниця та орган місцевого самоврядування в Підгаєцькому районі Тернопільської області. Адміністративний центр — село Юстинівка.

## Загальні відомості
- Територія ради: 12,553 км²
- Населення ради: 367 осіб (станом на 2001 рік)

## Населені пункти
Сільській раді підпорядковані населені пункти:
- с. Юстинівка

## Населення
За переписом населення України 2001 року в сільській раді мешкало 367 осіб.

### Мова
Розподіл населення за рідною мовою за даними перепису 2001 року:
| Мова       | Відсоток |
| ---------- | -------- |
| українська | 99,46 %  |
| російська  | 0,54 %   |

## Склад ради
Рада складається з 14 депутатів та голови.
- Голова ради: Вишиваний Володимир Іванович
- Секретар ради: Вітівяк Ольга Іванівна

### Керівний склад попередніх скликань
| Прізвище, ім'я, по батькові  | Основні відомості                                                 | Дата обрання | Дата звільнення |
| ---------------------------- | ----------------------------------------------------------------- | ------------ | --------------- |
| Вишиваний Володимир Іванович | Сільський голова, 1970 року народження, освіта вища, безпартійний | 26.03.2006   | 31.10.2010      |
| Вишиваний Володимир Іванович | Сільський голова, 1970 року народження, освіта вища, безпартійний | 31.10.2010   |                 |

Примітка: таблиця складена за даними сайту Верховної Ради України

### Депутати
За результатами місцевих виборів 2010 року депутатами ради стали:

#### За суб'єктами висування
| Суб'єкт висування | Кількість обраних депутатів | %   |
| ----------------- | --------------------------- | --- |
| Самовисування     | 14                          | 100 |

#### За округами
| № округу | Прізвище, ім'я, по батькові    | Дата визнання обраним | Освіта             | Партійна приналежність | Відомості про обраного депутата               |
| -------- | ------------------------------ | --------------------- | ------------------ | ---------------------- | --------------------------------------------- |
| 1        | Тиха Оксана Володимирівна      | 05.11.2010            | середня спеціальна | позапартійна           | тимчасово не працює                           |
| 2        | Богач Світлана Михайлівна      | 05.11.2010            | середня спеціальна | позапартійна           | тимчасово не працює                           |
| 3        | Ценькало Ольга Степанівна      | 05.11.2010            | вища               | позапартійна           | Юстинівська сільська рада, головний бухгалтер |
| 4        | Галайко Оксана Степанівна      | 05.11.2010            | середня спеціальна | позапартійна           | ТзОВ «Юстинівська», головний бухгалтер        |
| 5        | Ценькало Ігор Романович        | 05.11.2010            | середня            | позапартійний          | студент                                       |
| 6        | Вітівяк Ольга Іванівна         | 05.11.2010            | середня спеціальна | позапартійна           | Юстинівська сільська рада, секретар           |
| 7        | Гладій Галина Іванівна         | 05.11.2010            | середня спеціальна | позапартійна           | тимчасово не працює                           |
| 8        | Вільшинський Микола Петрович   | 05.11.2010            | середня            | позапартійний          | студент                                       |
| 9        | Тихий Роман Петрович           | 05.11.2010            | середня спеціальна | позапартійний          | тимчасово не працює                           |
| 10       | Агафонов Марія Богданівна      | 05.11.2010            | середня спеціальна | позапартійна           | тимчасово не працює                           |
| 11       | Підвінський Руслан Іванович    | 05.11.2010            | середня спеціальна | позапартійний          | ТзОВ «Юстинівська», тракторист                |
| 12       | Загородний Михайло Іванович    | 05.11.2010            | середня спеціальна | позапартійний          | Підгаєцьке УЕГГ, слюсар                       |
| 13       | Сохацький Володимир Васильович | 10.12.2012            | середня спеціальна | позапартійний          | тимчасово не працює                           |
| 14       | Пінкас Іван Васильович         | 05.11.2010            | середня            | позапартійний          | студент                                       |